# Napoleon Józef Bonaparte

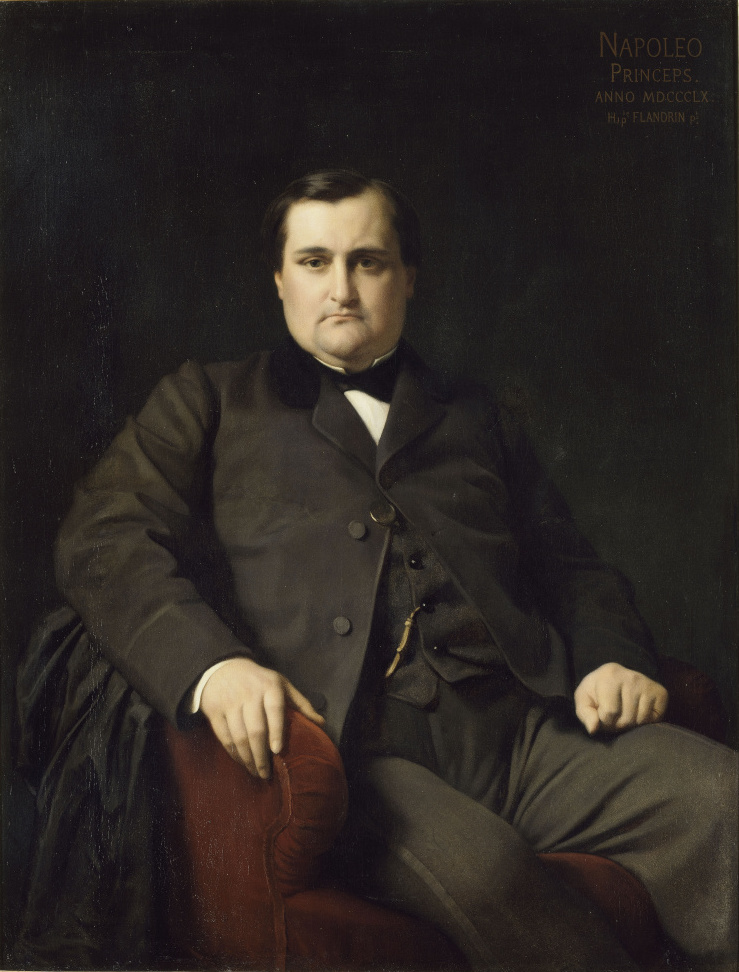
Napoleon Józef Bonaparte (Portret pędzla Jean-Hippolyte Flandrin'a, 1860)

Napoleon Józef Bonaparte, właśc. fr. Napoléon Jérôme Joseph Charles Paul, Son Altesse Impériale le prince Napoléon, Prince français, Duc de Montfort, comte de Moncalieri, comte de Meudon, zwany Plon-Plon, po utworzeniu II cesarstwa podpisywał się Napoléon (Jérôme) (ur. Triest, 9 września 1822, zm. Rzym, 17 marca 1891) – syn księcia Hieronima Bonaparte, najmłodszego brata Napoleona I, i Katarzyny Wirtemberskiej, córki tamtejszego króla Fryderyka I, wolnomularz
W przeciwieństwie do kuzyna, Napoleona III, był podobny do rodu Bonapartych i dumny ze swego pochodzenia od prastarej dynastii wirtemberskiej, Napoleon Józef krytykowany był za gwałtowność, libertynizm i antyklerykalizm. Odznaczał się przy tym wysoką inteligencją, był świetnym mówcą i zręcznym politykiem. Od 1840 służył w siłach zbrojnych Wirtembergii. Do Francji przybył po zwycięstwie rewolucji 1848 roku i jako reprezentant departamentu Korsyki, a w następnym roku departamentu Sarthe, został wybrany na posła do Zgromadzenia Narodowego. Zajął w nim miejsce na lewicy i zyskał przydomki prince rouge i prince de la Montagne. Początkowo nie poparł zamachu stanu Ludwika Napoleona, później jednak pogodził się z nowym systemem, po ustanowieniu cesarstwa został mianowany senatorem i do czasu narodzin późniejszego Napoleona IV w r. 1856 był następcą tronu. Często jednak pozostawał w opozycji do rządu cesarskiego kuzyna.
W czasie wojny krymskiej zgłosił się na ochotnika do wojska i w 1854 roku został wysłany na Wschód jako dowódca III dywizji wojsk francuskich, gdzie odznaczył się w czasie bitwy nad rzeką Almą. Nie zgadzając się ze sposobem prowadzenia wojny (zbyt mała agresywność, układy z Austrią etc.), skłócony z nowym głównodowodzącym Canrobertem i chory, bez zezwolenia powrócił do Francji. Zarzucano mu dezercję, jego dziecięce przezwisko Plon-Plon złośliwi przerobili na Craint-Plomb (bojący się ołowiu).
Po powrocie do Francji książę Napoleon przewodniczył Wystawie Światowej w Paryżu w 1855 roku, funkcję tę pełnił także w czasie następnej paryskiej wystawy w 1867 roku. W 1858 roku objął utworzone dla niego Ministerstwo Algierii i kolonii, jednak ze względu na brak wyraźnie określonych prerogatyw, po kilku miesiącach zrezygnował z tej funkcji.
Przez cały czas działał jako liberalny polityk: razem z kuzynem Aleksandrem Walewskim był gorącym zwolennikiem pomocy dyplomatycznej i militarnej dla Polaków w czasie powstania styczniowego. Jego mowa w Senacie w obronie Polaków w marcu 1863 roku doprowadziła do konfliktu z Napoleonem III, który, bojąc się powikłań międzynarodowych, po dłuższym czasie odmówił zaangażowania w polskie powstanie.
W 1859 Napoleon III w zamian za pomoc przy zjednoczeniu Włoch pod berłem dynastii sabaudzkiej zażądał dla Plon-Plona ręki szesnastoletniej córki Wiktora Emanuela II, Klotyldy Marii, która znając reputację cesarskiego kuzyna jako libertyna i rozpustnika opierała się tak długo jak mogła, ulegając w końcu presji ojca i hrabiego Cavoura. Małżonkowie są przodkami wszystkich żyjących dzisiaj (2007) Bonapartych z prawego łoża.
Po upadku monarchii napoleońskiej Plon-Plon działał jako lewicowy polityk w parlamencie francuskim, co nie polepszyło jego stosunków z wygnaną rodziną cesarską. Po śmierci Napoleona IV (1879) Plon-Plon wystąpił jako bonapartystowski pretendent do tronu wbrew postanowieniom testamentu kuzyna. Przewidziany na następcę syn Plon-Plona Napoleon Wiktor Bonaparte ogłosił się w r. 1883 pretendentem, co doprowadziło do zerwania z ojcem. W tym samym roku Plon-Plon ogłosił we Francji manifest, żądając referendum w sprawie przywrócenia cesarstwa (właściwie chciał, zachowując republikę, zostać Pierwszym Konsulem, nie przybierając tytułu cesarskiego), za co władze III Republiki ukarały go 3 miesiącami więzienia.
W r. 1886 rząd III Republiki skazał wszystkich pretendentów, i napoleońskich i burbońskich, na banicję. Plon-Plon osiedlił się w Rzymie, gdzie zmarł pięć lat później. Pochowano go w kościele Inwalidów w Paryżu.
Dziećmi Napoleona Józefa i Klotyldy Sabaudzkiej byli:
- Napoleon Wiktor (1862–1926),
- Napoleon Ludwik (1864–1932), generał carski, kawaler orderów Orła Białego, św. Andrzeja i Orderu Zwiastowania NMP, bezdzietny,
- Maria Letycja Eugenia (1866–1926), wydana za Amadeusza ks. Aosty.